# Рагби репрезентација Кипра
Рагби репрезентација Кипра је рагби јунион тим који представља Кипар у овом екипном спорту. Рагби савез Кипра је основан 2006. Рагби репрезентација Кипра свој први тест меч одиграла је 2007., против Грчке. Занимљиво је да је Кипар везао рекордних 24 победе за редом. Најубедљивију победу (94-3) Кипар је остварио над Бугарском 2012. Најтежи пораз Кипар је доживео 2015., када је Летонија славила са 31-3.